# Belketre
Belketre var et af de første franske black metal-band. Det blev dannet i Bergerac i Aquitaine i 1989 under navnet "Chapel of Ghouls" – et navn inspireret af en sang af Morbid Angel. I 1991 skiftede bandet navn til "Zelda", og et år senere endelig til Belketre. Bandet var, mens det eksisterede, en del af den franske black metal-undergrundsgruppe kendt som Les Legions Noires, og deres splitalbum March to the Black Holocaust (med Vlad Tepes) betragtes som en af de vigtigste franske black metal-udgivelser nogensinde.
Bandets sidste demo, Ambre Zuerkl Vuordhrevarhtre, ofte forkortet Ambre, er skrevet på et opfundet "vampyrsprog" udtænkt af bandmedlemmet Vordb Dreagvor Uezeerb, her kaldet Avaëthre.

## Diskografi

### Som Chapel of Ghouls

#### Demoer
- 1990: Prays to Nothingness

### Som Zelda

#### Demoer
- 1991: Unavngivet demo

### Som Belketre

#### Demoer
- 1993: Unavngivet demo
- 1994: The Dark Promise
- 1994: Twilight of the Black Holocaust
- 1996: Ambre Zuerkl Vuordhrevarhtre

### Splitalbum
- 1995: March to the Black Holocaust (med Vlad Tepes)

## Fodnoter
1. 1 2  "tragicempire.tk". Arkiveret fra originalen 23. maj 2009. Hentet 3. september 2009.